# OnePlus One
Pour l’article homonyme, voir One + One.
Le OnePlus One est un smartphone créé par la société OnePlus, commercialisé le 23 avril 2014. Il fonctionne sous le système d'exploitation Android, via Cyanogenmod, livré initialement avec la version 4.4 KitKat. Une mise à jour vers Android 5 est proposée en mars 2015. Le smartphone est connu pour être d'un niveau haut de gamme mais avec un prix très inférieur à la concurrence. Initialement disponible uniquement sur invitation, le OnePlus One a tout d'abord été ouvert à la vente tous les mardis, puis en vente libre depuis le 20 avril 2015.
Il s'agit du premier téléphone de la marque, qui sera remplacé par le OnePlus 2 l'année suivante.

## Développement
En novembre 2013, Pete Lau (en) démissionne de son poste de vice-président du fabricant de smartphones Oppo afin de lancer avec Carl Pei, sa propre société baptisée OnePlus. Lau souhaite innover sur le marché des téléphones et fait appel aux internautes pour définir avec lui le cahier des charges de son premier smartphone en fonction de leurs attentes. L'objectif de l'entreprise est de concevoir le téléphone « de rêve », qui possède les qualités des téléphones haut de gamme des concurrents, à un prix ultra concurrentiel. Pour Lau, les utilisateurs ne sont pas prêt à faire des concessions sur la qualité du produit comme peuvent le faire d'autres sociétés chinoises ou Yota,. Il compare les idéaux de OnePlus à ceux de la société Muji, des produits de haute qualité avec une marque minimaliste. Pour y parvenir, le principal levier de la société pour réduire les coûts est de vendre le téléphone exclusivement en ligne, sans passer par des distributeurs ou par les opérateurs téléphoniques. Ce procédé a déjà fait ses preuves avec le Google Nexus.
Avant de quitter Oppo, Pete Lau a travaillé en collaboration avec CyanogenMod en vue de l'intégrer comme système d'exploitation du Oppo N1. Le 7 janvier 2014, il annonce avoir signé un partenariat avec CyanogenMod, qui travaillera en tandem avec l’entreprise pour combiner leur expérience matérielle et l'expérience logicielle de OnePlus. Il annonce aussi ce jour-là le nom du premier mobile de la marque : OnePlus One,.
Le 23 avril 2014, le OnePlus One est officiellement dévoilé, présenté comme un « flagship killer », qui va « tuer les fleurons des concurrents », avec un premier prix à 299 $, bien inférieur aux modèles haut de gamme équivalents,,. 

## Lancement
Le OnePlus One n'a pas été directement proposé en boutique à son lancement. Le téléphone n'a d'abord été accessible que via un système d'invitation. Ce système a également contribué à faire parler du téléphone, sous la forme d'un buzz autour du lancement. De nombreux sites ont vu le jour, offrant des invitations,,,. Son faible prix, jusqu'à trois fois moins cher que les concurrents, a également contribué à populariser le téléphone.
Le 20 avril 2015, un an après sa sortie, OnePlus annonce que le téléphone est désormais en vente libre.

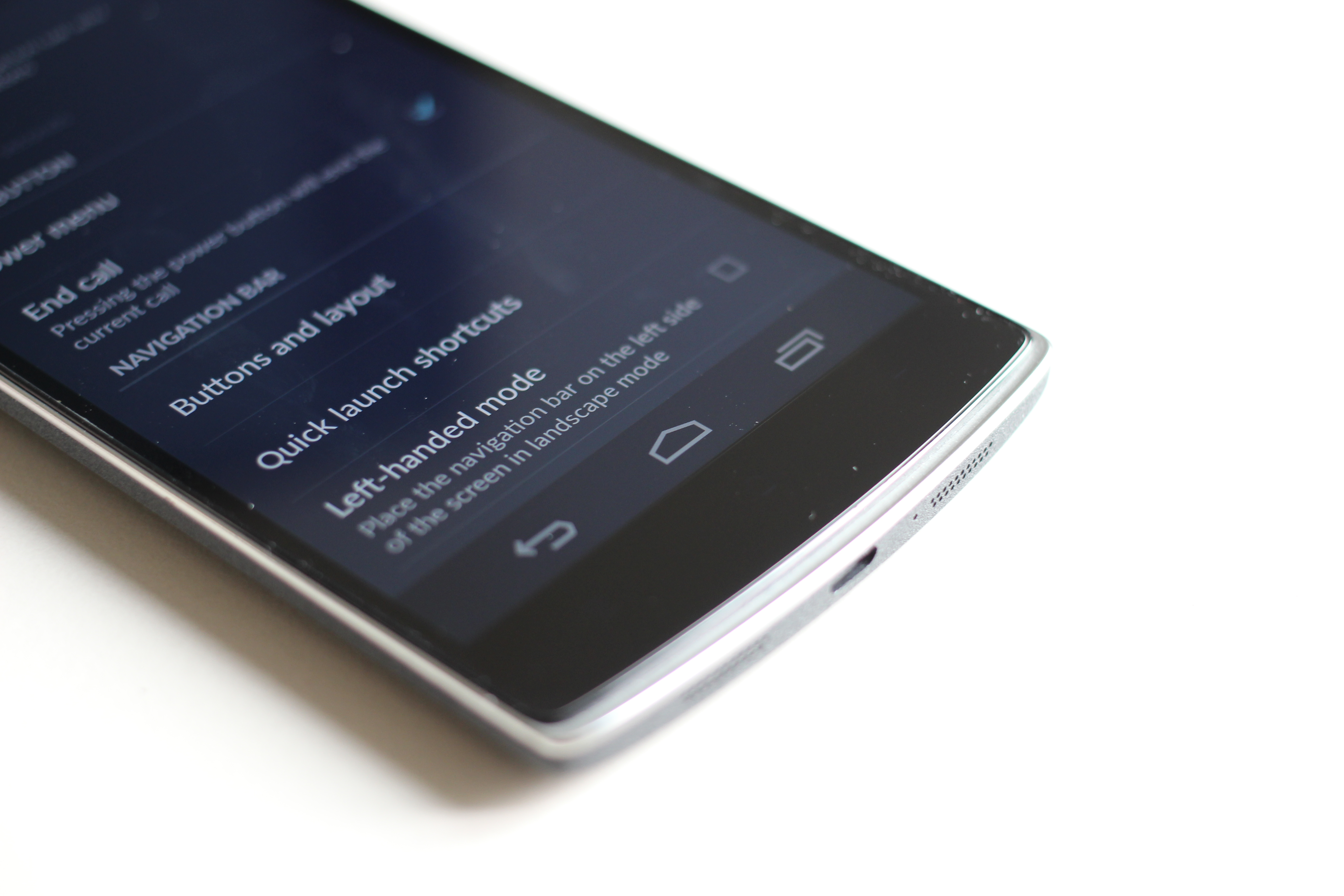
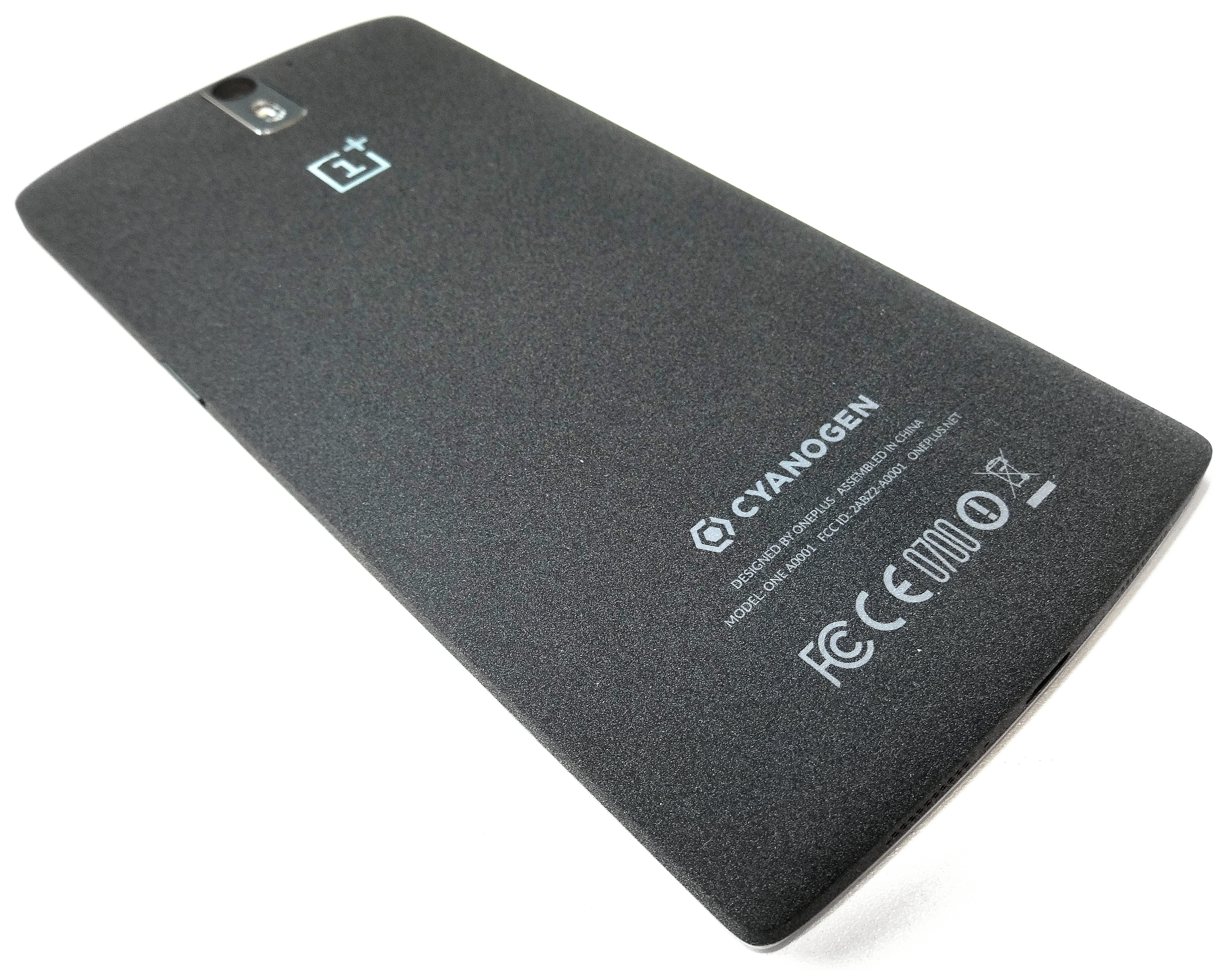
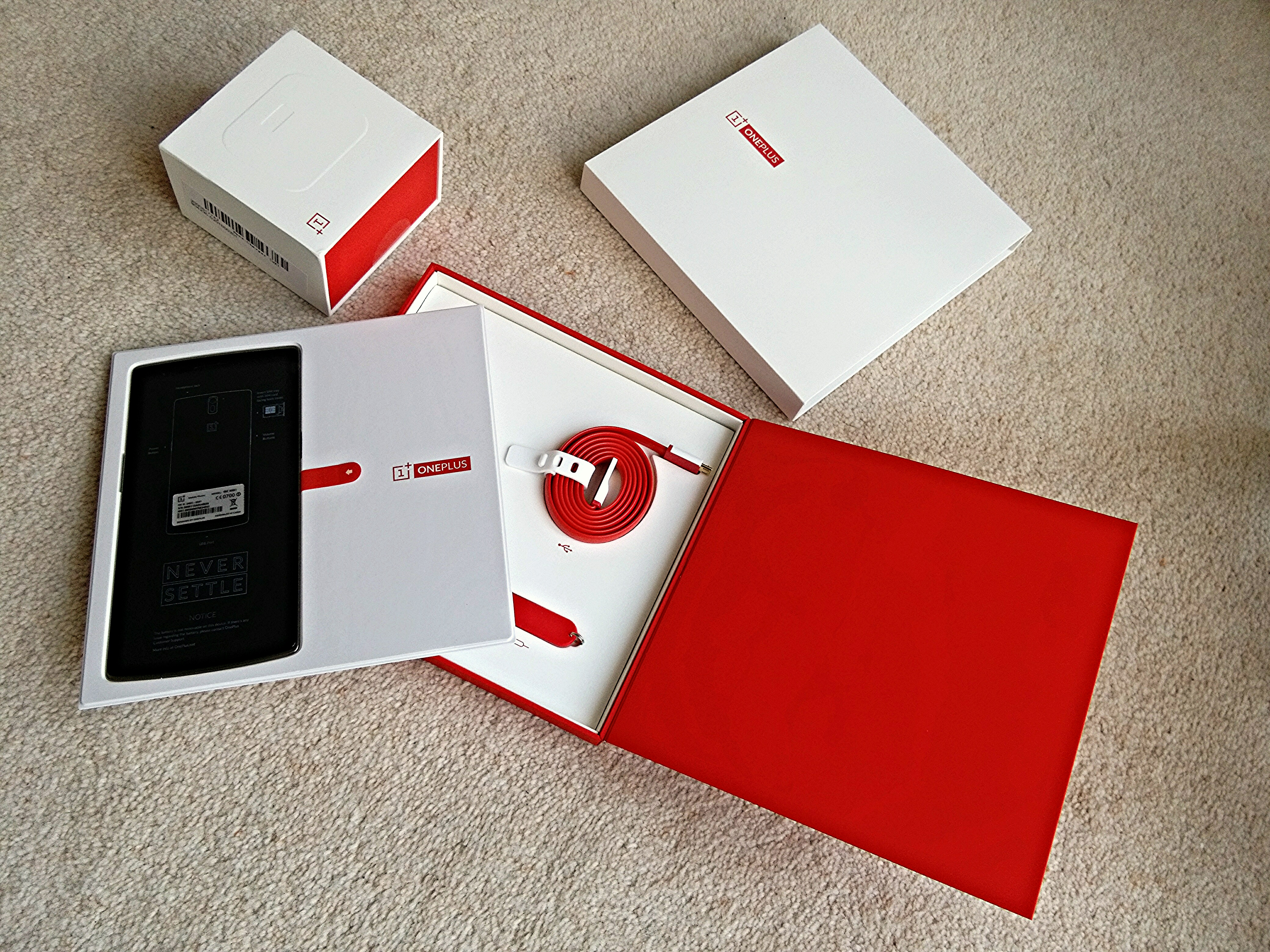

## Caractéristiques

### Processeur et mémoire
Le téléphone est équipé du Qualcomm Snapdragon 801, annoncé quelques semaines avant le téléphone, processeur à quatre cœurs cadencé à 2,5 GHz. Il est accompagné du processeur graphique Adreno 330 GPU et de 3 Go de RAM. Le téléphone est vendu en deux versions, de 16 Go ou 64 Go, non-extensible.

## Accueil

### Ventes
En novembre 2014, six mois après sa sortie, 500 000 téléphones ont été vendus, dépassant toutes les prévisions de l'entreprise. Quelques mois plus tard, OnePlus annonce avoir dépassé le million d'exemplaires sur l'année 2014, avec 39 % des ventes en Asie du Sud-Est, 32 % en Europe, 22 % en Amérique du Nord et 7 % en Inde,. 
En juin 2015, un an après sa sortie, le nombre d'exemplaires vendus s'élève à 1,5 million de téléphones.